# Vahe Vaini
Vahe Vaini (Distrito de Vaini en tongano) es un distrito de la división administrativa de Tongatapu, en Tonga. Su capital es Vaini. Limita al Norte con Kolofu'ou, al Sur con el Océano Pacífico, al Este con Tatakamotonga y al Oeste con Nukunuku. Tiene una población de 13.246 habitantes en 2021. 